# John Tandberg
John Gudbrand Tandberg (* 1. November 1896 in Norderhov, Norwegen; † 3. Januar 1968 in Lund, Schweden) war ein norwegisch-schwedischer Physiker, Chemiker, Autor und Humorist.

## Leben
Seine Eltern waren der norwegisch Landwirt Gudbrand Tandberg († 1908) und die schwedische Fotografin Lina Jonn (* 1861; † 25. Dezember 1896). Nachdem seine Mutter kurz nach seiner Geburt an Herzversagen gestorben war, wuchs er bei seinen Tanten in Lund, in einem unkonventionellen Umfeld auf. Er studierte bis 1923 an der Universität Lund. Um 1922 hatte er zusammen mit Carl Munters und Baltzar von Platen an der Entwicklung der ersten Diffusionsabsorptionskältemaschine gearbeitet. Im Sommer 1925 heiratete er Greta Maria Cecilia Böös, mit der er zwei Söhne hatte: Erik Gudbrand Tandberg (* 1929) und Olof Gudbrand Tandberg (* 1932).

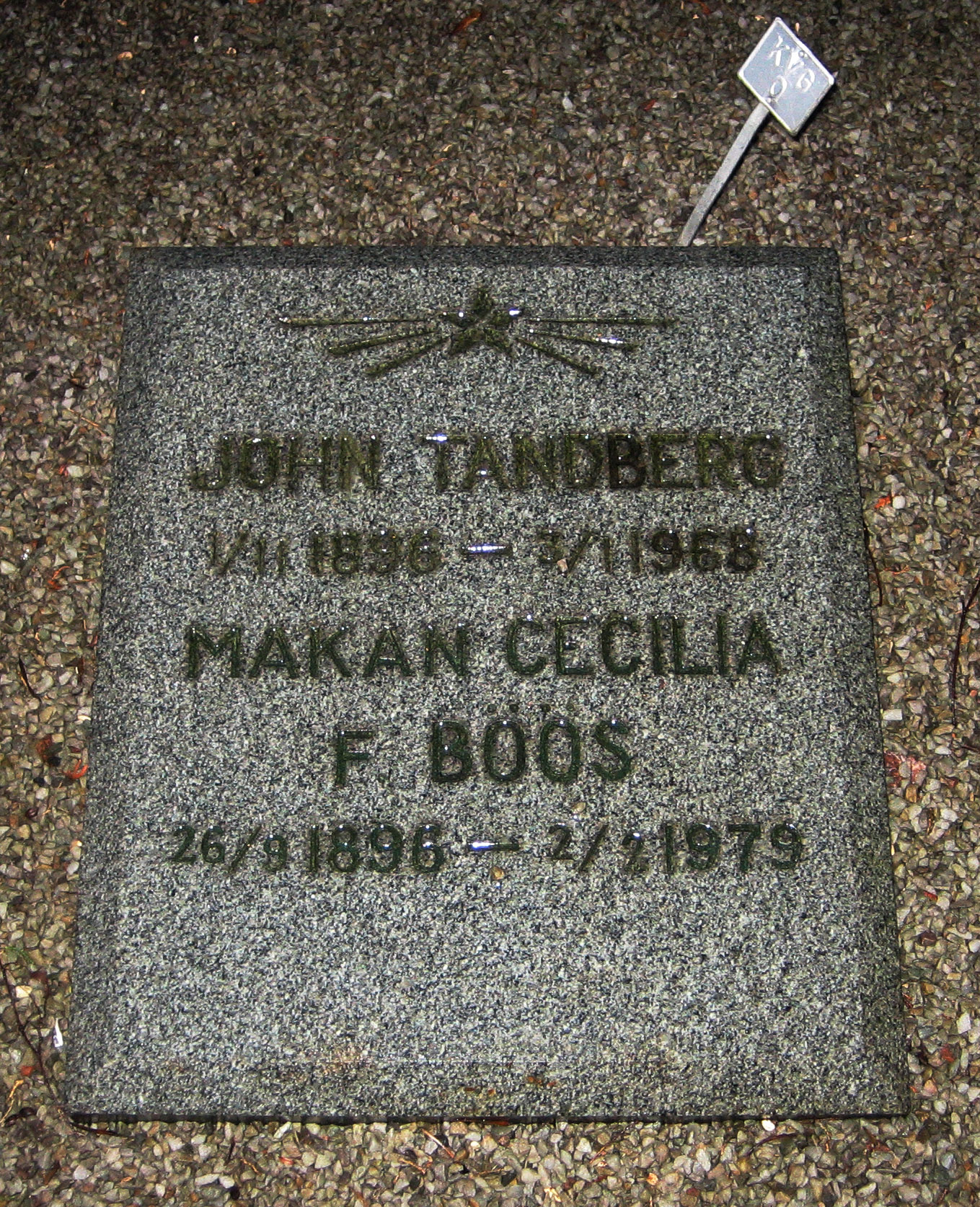
Tandbergs Grab in Lund

Er wurde wissenschaftlicher Berater von Axel Leonard Wenner-Gren. Von 1925 bis zu seiner Pensionierung im Jahr 1962 arbeitete er im Labor von Wenner-Grens Firma Electrolux in Stockholm. 1927 wurde er zum Leiter des Forschungslabor von Electrolux bestellt.
Schon William Prout († 1850) hatte vermutet, dass die Elemente aus Wasserstoffatomen zusammengesetzt seien. Nach dem Ersten Weltkrieg lieferten die USA Deutschland kein Helium für die Luftschiffe mehr. Im Oktober 1926 hatten Fritz Paneth and Kurt Peters den Artikel Über die Verwandlung von Wasserstoff in Helium publiziert. (vgl. Kalte Fusion) Darauf basierend beantragte Tandberg im Februar 1927 ein Patent auf eine Methode zur Herstellung von Helium durch Elektrolyse. Der Antrag wurde damals abgelehnt mit der Begründung, die Beschreibung sei unvollständig. Tandberg arbeitete anschließend weiter an seiner Idee.
1937 schrieb er seine Doktorarbeit The absorption of hard x-rays as studied by means of nuclear reactions and artificial radioactivity. Seine Dissertation erschien 1937 an der Universität von Uppsala. Seine weitere Forschung konzentrierten sich auf die Röntgen- und Gamma-Strahlung, darüber hinaus galt er auch als Experte auf dem Gebiet der Korrosion. Insgesamt produzierte er mehr als hundert wissenschaftliche Arbeiten. Er war seit 1942 Mitglied der Königlich Schwedischen Akademie der Ingenieurwissenschaften.

## Schriften
- Cosmic Rays and Lightning. In: Nature. Band 132, Nr. 3340, 1933, S. 712, doi:10.1038/132712c0, bibcode:1933Natur.132..712T.